# منتخب كندا لاتحاد الرغبي
منتخب كندا الوطني لاتحاد الرغبي (بالفرنسية: Équipe du Canada de rugby à XV)‏ هو ممثل كندا الرسمي في المنافسات الدولية في اتحاد الرغبي . تأسس في 31 يناير 1932.

## وصلات خارجية
- الموقع الرسمي